# Kjell Lennartsson
Kjell Lennart Gordon Lennartsson, född 19 juli 1938 i Ljushult i Västergötland, är en svensk skådespelare. Han var elev vid Norrköping-Linköping stadsteaters elevskola 1962–1965, i samma klass som bland andra Mona Seilitz och Riber Björkman.

## Filmografi
- 1965 – Juninatt
- 1966 – Adamsson i Sverige
- 1968 – Fanny Hill
- 1990 – Fiendens fiende (TV-serie)
- 1992 – Blueprint (TV-serie)
- 1992 – Hassel – Utpressarna
- 1992 – Kvällspressen (TV-serie)
- 1994 – Stockholm Marathon
- 1996 – Zonen (TV-serie)
- 1998 – Aspiranterna (TV-serie)
- 1998 – Beck – Pensionat Pärlan
- 1998 – Zingo
- 1998 – S:t Mikael (TV-serie)
- 2000 – Skärgårdsdoktorn (TV-serie)
- 2001–2002 – Skilda världar (TV-serie)
- 2004 – Min f.d. familj (TV-serie)
- 2009 – 10:10

## Teater

### Roller (ej komplett)
| År   | Roll            | Produktion                                                                               | Regi                 | Teater                           |
| ---- | --------------- | ---------------------------------------------------------------------------------------- | -------------------- | -------------------------------- |
| 1963 |                 | Hamlet William Shakespeare                                                               | Lars Barringer       | Norrköping-Linköping stadsteater |
| 1963 |                 | Kvinna i morgonrock (Woman in a Dressing Gown) Ted Willis                                | John Zacharias       | Norrköping-Linköping stadsteater |
| 1964 | Serge           | Blå tulpaner (La robe mauve de Valentine) Françoise Sagan                                | John Zacharias       | Norrköping-Linköping stadsteater |
| 1964 |                 | Marius Marcel Pagnol                                                                     | Bertil Norström      | Norrköping-Linköping stadsteater |
| 1964 | Gil             | De kärlekslösa (Natural affection) William Inge                                          | John Zacharias       | Norrköping-Linköping stadsteater |
| 1964 | Valentin        | Trettondagsafton, eller Vad ni vill (Twelfth Night or What You Will) William Shakespeare | John Zacharias       | Norrköping-Linköping stadsteater |
| 1965 | Ykki            | Tre vita skjortor Walentin Chorell                                                       | Bertil Norström      | Norrköping-Linköping stadsteater |
| 1965 | Pierre          | Boy Friend (The Boy Friend) Sandy Wilson                                                 | Lars Barringer       | Norrköping-Linköping stadsteater |
| 1965 |                 | Kejsarens nya kläder Per Edström och Carl-Axel Dominique                                 | Ernst Günther        | Norrköping-Linköping stadsteater |
| 1965 |                 | Herr Fancy Arthur Johansson                                                              | John Zacharias       | Norrköping-Linköping stadsteater |
| 1965 | Pedrillo        | Figaros bröllop (Le Mariage de Figaro ou La folie journée) Pierre de Beaumarchais        | Lars Gerhard Norberg | Norrköping-Linköping stadsteater |
| 1966 | Nöjd            | Fadren August Strindberg                                                                 | Ernst Günther        | Norrköping-Linköping stadsteater |
| 1966 | Holländarn      | Holländarn August Strindberg                                                             | Riber Björkman       | Norrköping-Linköping stadsteater |
| 1966 | Antonio         | Mallorca, Mallorca Gunnar Hoffsten och Bertil Norström                                   | John Zacharias       | Norrköping-Linköping stadsteater |
| 1966 | Chips "Asiaten" | Begravningskommittén (The Burial Committee) Otway Crockett                               | Torsten Sjöholm      | Norrköping-Linköping stadsteater |
| 1966 | Raymond         | Köket (The Kitchen) Arnold Wesker                                                        | Ernst Günther        | Norrköping-Linköping stadsteater |
| 1967 | Vasjka          | Natthärbärget eller På botten (На дне, Na Dnje) Maksim Gorkij                            | Lars Gerhard Norberg | Norrköping-Linköping stadsteater |
| 1967 | Medverkande     | Å vilken härlig fred!, revy Hans Alfredson och Tage Danielsson                           | Bertil Norström      | Norrköping-Linköping stadsteater |
| 1967 |                 | Ännu ej preskriberat Pi Lind                                                             | Pi Lind              | Norrköping-Linköping stadsteater |
| 1967 |                 | Människan och hans hustru Inga Lindsjö                                                   | Torsten Sjöholm      | Norrköping-Linköping stadsteater |
| 1967 | Kain            | Den första synden (Bereshit) Aharon Megged                                               | Abraham Asseo        | Norrköping-Linköping stadsteater |
| 1968 | Fyedka          | Spelman på taket (Fiddler on the Roof) Joseph Stein, Jerry Bock och Sheldon Harnick      | John Zacharias       | Norrköping-Linköping stadsteater |
| 1996 | Carl, fadern    | Bobby Fischer bor i Pasadena Lars Norén                                                  | Marianne Rolf        | Helsingborgs stadsteater         |